# Pazuzu
Pazuzu is een Akkadische godheid.
Hij werd door de Akkadiërs in het oude Mesopotamië voorgesteld als een zeer gevreesde gevleugelde demon, met klauwen aan handen en voeten, een misvormd hoofd en een schorpioenstaart. Hij is de personificatie van de zuidoostelijke stormwind, die ziekten brengt. Staat ook bekend onder de namen Pazurael en Pazureus.

## Popcultuur
- Volgens de sequel Exorcist II: The Heretic is Pazuzu de demon die in de horrorfilm The Exorcist uit 1973 bezit neemt van hoofdpersoon Regan McNeill. Pazuzu werd ook in The Exorcist getoond, maar onbenoemd.
- Pazuzu verschijnt in het werk van de Gorillaz. Zowel op albumhoes D-Sides, als standbeeld in de voormalige opnamestudio van de band en in de muziekvideo's van de nummers: Dare, Rockit en Humility. Ook is de demon te zien in hun fictieve autobiografie Rise of the Ogre.
- In de Amerikaanse animatieserie Futurama is Pazuzu een levende waterspuwer.
- In de Franse stripreeks "Kronieken van de Zwarte Maan", blijkt dat het hoofdpersonage Whismerhill de zoon is van Pazuzu en een sterfelijke prinses.
- Pazuzu speelt ook een belangrijke rol in het 2de (De Demon van de Eiffeltoren) en 4de (Maanzieke Mummies) deel van de stripreeks Isabelle Avondrood.
- In seizoen 29 aflevering 4 van de Simpsons wordt Maggie bezeten door Pazuzu in een verwijzing naar de film uit 1973.